# Gmina Krapinske Toplice
Gmina Krapinske Toplice (chorw. Općina Krapinske Toplice) – gmina w Chorwacji, w żupanii krapińsko-zagorskiej. W 2011 roku liczyła 5367 mieszkańców.